# ألبرتو بيريز زابالا
ألبرتو بيريز زابالا (بالإسبانية: Alberto Pérez Zabala)‏ (6 أبريل 1925 ببلباو في إسبانيا - 7 أغسطس 2014 في إسبانيا) هو لاعب كرة قدم إسباني في مركز حراسة المرمى. لعب مع أتلتيك بيلباو ب وأتلتيك بيلباو وأتلتيكو مدريد وريال سبورتينغ خيخون وCD Laudio ‏.

## وصلات خارجية
- ألبرتو بيريز زابالا على موقع قاعدة بيانات كرة القدم.إي يو (الإنجليزية)